# FK Dukla Banská Bystrica

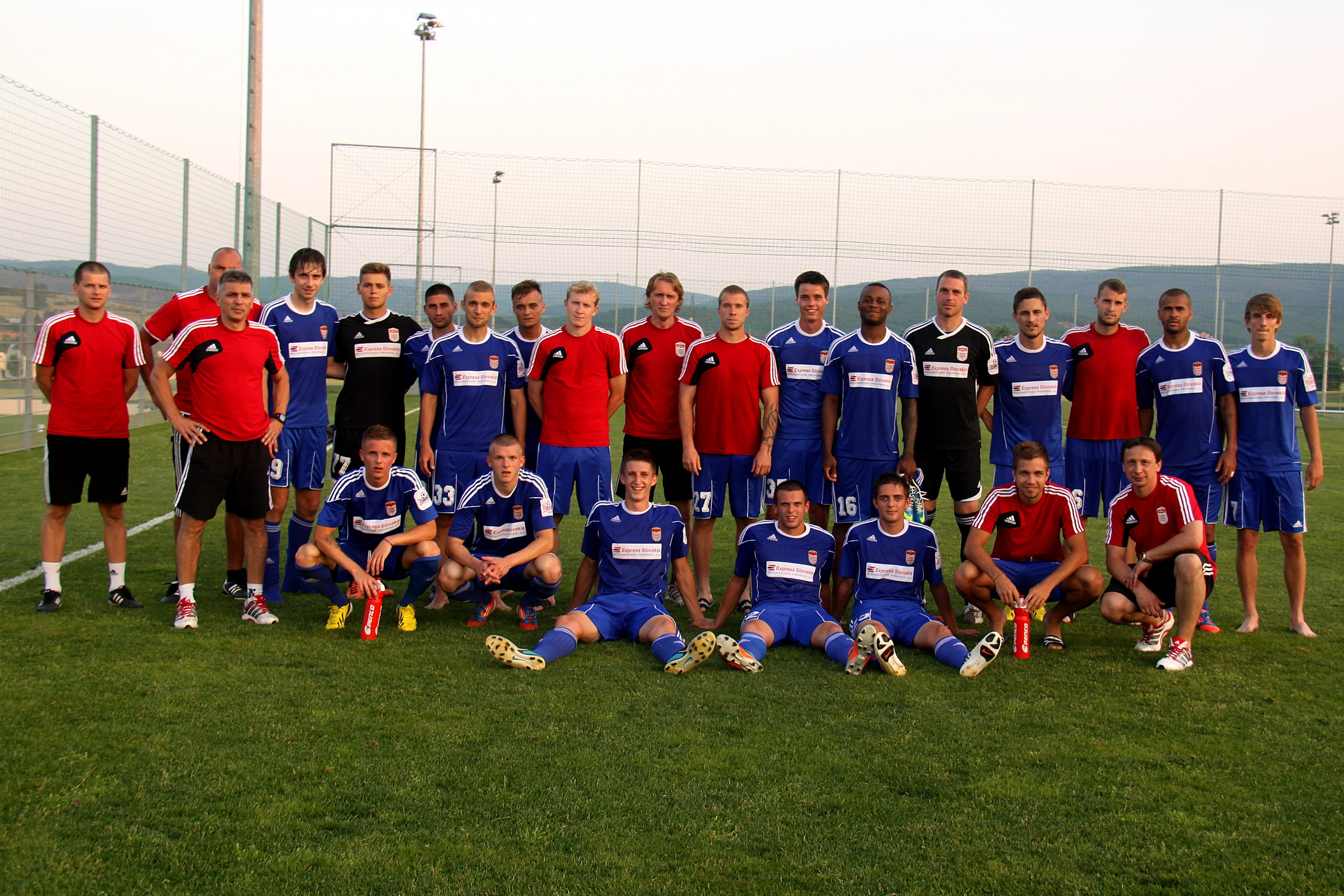
FK Dukla Banská Bystrica (2013)

FK Dukla Banská Bystrica este o echipă de fotbal din orașul Banská Bystrica, Slovacia. Clubul joacă pe Stadionul SNP.

## Istorie
- 1965 - Fondat ca VTJ Dukla Banská Bystrica
- 1967 - Redenumit în AS Dukla Banská Bystrica
- 1975 - Redenumit în ASVS Dukla Banská Bystrica
- 1984 - Prima calificare într-o competiție europeană, 1985
- 1992 - Redenumit în FK Dukla Banská Bystrica

## Palmares
- Prima ligă slovacă (1993 - Prezent)
  - Cea mai bună clasare: locul 2 - 2004

- Pocalul Sloveniei (Cupa Sloveniei)
  - Campioni: (2): 1981, 2005

## Jucători notabili
- Pavol Diňa
- Vratislav Greško
- Martin Jakubko
- Ladislav Jurkemik
- Ján Kocian
- František Kunzo
- Branislav Labant
- Tomáš Medveď
- Pavol Michalík
- Anton Ondruš
- Marek Penksa
- Ladislav Petráš
- Karol Praženica
- Róbert Semeník